# Amandina Lihamba
Amandina Lihamba (Morogoro, 1944) es una actriz y escritora tanzana.
Estudió arte dramático en la Universidad de Yale y se docoró en la Universidad de Leeds en 1985.  Es profesora de la Universidad de Dar es-Salam.

## Obras
- Hawala ya fedha [El mandato] (1980), basada en un relato de Ousmane Sembène.
- Harakati za ukombozi [Luchas de liberación] (1982), con Penina Muhando y Ndyanao Balisidya.
- Mkutano wa pili wa ndege [El segundo congreso de aves] (1992).

## Películas
- The Marriage of Mariamu (1985)
- Khalfan & Zanzibar (1999)
- Maangamizi: The Ancient One (2001)